# 2024-es fedett pályás atlétikai világbajnokság
A 2024-es fedett pályás atlétikai világbajnokságot március 1. és március 3. között rendezték Glasgowban, az Egyesült Királyságban.
Miután 2022 februárjában Oroszország megtámadta Ukrajnát, a Nemzetközi Atlétikai Szövetség 2022. március 1-jei ülésén úgy döntött, hogy kizárja az orosz és belarusz sportolókat a világversenyről. A tiltás miatt ezen a világversenyen sem vehettek részt a két ország sportolói.

## Éremtáblázat
A táblázatban rendező ország eltérő háttérszínnel kiemelve.
| Helyezés | Nemzet             | Arany | Ezüst | Bronz | Összesen |
| 1.       | Egyesült Államok   | 6     | 9     | 5     | 20       |
| 2.       | Belgium            | 3     | 0     | 1     | 4        |
| 3.       | Új-Zéland          | 2     | 2     | 0     | 4        |
| 4.       | Hollandia          | 2     | 1     | 2     | 5        |
| 5.       | Etiópia            | 2     | 1     | 1     | 4        |
| 5.       | Nagy-Britannia     | 2     | 1     | 1     | 4        |
| 7.       | Svédország         | 1     | 1     | 0     | 2        |
| 8.       | Görögország        | 1     | 0     | 1     | 2        |
| 9.       | Ausztrália         | 1     | 0     | 0     | 1        |
| 9.       | Bahama-szigetek    | 1     | 0     | 0     | 1        |
| 9.       | Burkina Faso       | 1     | 0     | 0     | 1        |
| 9.       | Dominikai Közösség | 1     | 0     | 0     | 1        |
| 9.       | Kanada             | 1     | 0     | 0     | 1        |
| 9.       | Saint Lucia        | 1     | 0     | 0     | 1        |
| 9.       | Svájc              | 1     | 0     | 0     | 1        |
| 16.      | Olaszország        | 0     | 2     | 2     | 4        |
| 17.      | Norvégia           | 0     | 2     | 0     | 2        |
| 18.      | Franciaország      | 0     | 1     | 1     | 2        |
| 18.      | Lengyelország      | 0     | 1     | 1     | 2        |
| 20.      | Algéria            | 0     | 1     | 0     | 1        |
| 20.      | Finnország         | 0     | 1     | 0     | 1        |
| 20.      | Kuba               | 0     | 1     | 0     | 1        |
| 20.      | Németország        | 0     | 1     | 0     | 1        |
| 20.      | Ukrajna            | 0     | 1     | 0     | 1        |
| 25.      | Jamaica            | 0     | 0     | 3     | 3        |
| 26.      | Spanyolország      | 0     | 0     | 2     | 2        |
| 27.      | Benin              | 0     | 0     | 1     | 1        |
| 27.      | Dél-Korea          | 0     | 0     | 1     | 1        |
| 27.      | Észtország         | 0     | 0     | 1     | 1        |
| 27.      | Kenya              | 0     | 0     | 1     | 1        |
| 27.      | Portugália         | 0     | 0     | 1     | 1        |
| 27.      | Szlovénia          | 0     | 0     | 1     | 1        |

## Érmesek
- WR – világrekord
- CR – világbajnoki rekord
- AR – kontinens rekord
- NR – országos rekord
- PB – egyéni rekord
- WL – az adott évben aktuálisan a világ legjobb eredménye
- SB – az adott évben aktuálisan az egyéni legjobb eredmény

### Férfi
| Versenyszám     | Arany                                                                                        | Arany            | Ezüst | Ezüst        | Bronz | Bronz        |
| --------------- | -------------------------------------------------------------------------------------------- | ---------------- | --- | ------------ | --- | ------------ |
| 60 m            | Christian Coleman · Egyesült Államok                                                         | 6,41 WL          | Noah Lyles · Egyesült Államok                                                                                         | 6,44         | Ackeem Blake · Jamaica                                                                                                  | 6,46         |
| 400 m           | Alexander Doom · Belgium                                                                     | 45,25 NR         | Karsten Warholm · Norvégia                                                                                            | 45,34        | Rusheen McDonald · Jamaica                                                                                              | 45,65 PB     |
| 800 m           | Bryce Hoppel · Egyesült Államok                                                              | 1:44,92 WL       | Andreas Kramer · Svédország                                                                                           | 1:45,27 SB   | Eliott Crestan · Belgium                                                                                                | 1:45,32      |
| 1500 m          | Geordie Beamish · Új-Zéland                                                                  | 3:36,54 PB       | Cole Hocker · Egyesült Államok                                                                                        | 3:36,69 PB   | Hobbs Kessler · Egyesült Államok                                                                                        | 3:36,72      |
| 3000 m          | Josh Kerr · Nagy-Britannia                                                                   | 7:42,98          | Yared Nuguse · Egyesült Államok                                                                                       | 7:43,59      | Selemon Barega · Etiópia                                                                                                | 7:43,64      |
| 60 m gát        | Grant Holloway · Egyesült Államok                                                            | 7,29 =CR         | Lorenzo Simonelli · Olaszország                                                                                       | 7,43 NR      | Just Kwaou-Mathey · Franciaország                                                                                       | 7,47         |
| 4 × 400 m váltó | Belgium · Jonathan Sacoor · Dylan Borlée · Christian Iguacel · Alexander Doom · Tibo De Smet | 3:02,54 WL       | Egyesült Államok · Jacory Patterson · Matthew Boling · Noah Lyles · Christopher Bailey · Paul Dedewo · Trevor Bassitt | 3:02,60 SB   | Hollandia · Liemarvin Bonevacia · Ramsey Angela · Terrence Agard · Tony van Diepen · Taymir Burnet · Isaya Klein Ikkink | 3:04,25 NR   |
| Magasugrás      | Hamish Kerr · Új-Zéland                                                                      | 236 cm           | Shelby McEwen · Egyesült Államok                                                                                      | 228 cm       | Woo Sang-hyeok · Dél-Korea                                                                                              | 228 cm       |
| Rúdugrás        | Armand Duplantis · Svédország                                                                | 605 cm           | Sam Kendricks · Egyesült Államok                                                                                      | 590 cm       | Emanuíl Karalísz · Görögország                                                                                          | 585 cm       |
| Távolugrás      | Miltiádisz Tendóglu · Görögország                                                            | 8,22 m           | Mattia Furlani · Olaszország                                                                                          | 8,22 m       | Carey McLeod · Jamaica                                                                                                  | 8,21 m       |
| Hármasugrás     | Hugues Fabrice Zango · Burkina Faso                                                          | 17,53 m          | Yasser Triki · Algéria                                                                                                | 17,35 m      | Tiago Pereira · Portugália                                                                                              | 17,08 m      |
| Súlylökés       | Ryan Crouser · Egyesült Államok                                                              | 22,69 m CR       | Tom Walsh · Új-Zéland                                                                                                 | 22,07 m      | Leonardo Fabbri · Olaszország                                                                                           | 21,96 m      |
| Hétpróba        | Simon Ehammer · Svájc                                                                        | 6418 pont WL, NR | Sander Skotheim · Norvégia                                                                                            | 6407 pont NR | Johannes Erm · Észtország                                                                                               | 6340 pont PB |

### Női
| Versenyszám     | Arany | Arany          | Ezüst | Ezüst        | Bronz                                                                                    | Bronz        |
| --------------- | --- | -------------- | --- | ------------ | ---------------------------------------------------------------------------------------- | ------------ |
| 60 m            | Julien Alfred · Saint Lucia                                                                                           | 6,98 =WL       | Ewa Swoboda · Lengyelország                                                                                        | 7,00         | Zaynab Dosso · Olaszország                                                               | 7,05         |
| 400 m           | Femke Bol · Hollandia                                                                                                 | 49,17 WR       | Lieke Klaver · Hollandia                                                                                           | 50,16        | Alexis Holmes · Egyesült Államok                                                         | 50,24 PB     |
| 800 m           | Tsige Duguma · Etiópia                                                                                                | 2:01,90        | Jemma Reekie · Nagy-Britannia                                                                                      | 2:02,72      | Noélie Yarigo · Benin                                                                    | 2:03,15      |
| 1500 m          | Freweyni Hailu · Etiópia                                                                                              | 4:01,46        | Nikki Hiltz · Egyesült Államok                                                                                     | 4:02,32      | Emily Mackay · Egyesült Államok                                                          | 4:02,69      |
| 3000 m          | Elle St. Pierre · Egyesült Államok                                                                                    | 8:20,87 CR, AR | Gudaf Tsegay · Etiópia                                                                                             | 8:21,13      | Beatrice Chepkoech · Kenya                                                               | 8:22,68 NR   |
| 60 m gát        | Devynne Charlton · Bahama-szigetek                                                                                    | 7,65 WR        | Cyrena Samba-Mayela · Franciaország                                                                                | 7,74         | Pia Skrzyszowska · Lengyelország                                                         | 7,79         |
| 4 × 400 m váltó | Hollandia · Lieke Klaver · Cathelijn Peeters · Lisanne de Witte · Femke Bol · Myrte van der Schoot · Eveline Saalberg | 3:25,07 NR     | Egyesült Államok · Quanera Hayes · Talitha Diggs · Bailey Lear · Alexis Holmes · Jessica Wright · Na'Asha Robinson | 3:25,34 SB   | Nagy-Britannia · Laviai Nielsen · Lina Nielsen · Ama Pipi · Jessie Knight · Hannah Kelly | 3:26,36 NR   |
| Magasugrás      | Nicola Olyslagers · Ausztrália                                                                                        | 199 cm         | Jaroszlava Mahucsih · Ukrajna                                                                                      | 197 cm       | Lia Apostolovski · Szlovénia                                                             | 195 cm PB    |
| Rúdugrás        | Molly Caudery · Nagy-Britannia                                                                                        | 480 cm         | Eliza McCartney · Új-Zéland                                                                                        | 480 cm       | Katie Moon · Egyesült Államok                                                            | 475 cm       |
| Távolugrás      | Tara Davis-Woodhall · Egyesült Államok                                                                                | 707 cm         | Monae' Nichols · Egyesült Államok                                                                                  | 685 cm SB    | Fátima Diame · Spanyolország                                                             | 678 cm SB    |
| Hármasugrás     | Thea Lafond · Dominikai Közösség                                                                                      | 15,01 m WL, NR | Leyanis Pérez · Kuba                                                                                               | 14,90 m SB   | Ana Peleteiro · Spanyolország                                                            | 14,75 m NR   |
| Súlylökés       | Sarah Mitton · Kanada                                                                                                 | 20,22 m SB     | Yemisi Ogunleye · Németország                                                                                      | 20,19 m PB   | Chase Jackson · Egyesült Államok                                                         | 19,67 m      |
| Ötpróba         | Noor Vidts · Belgium                                                                                                  | 4773 pont WL   | Saga Vanninen · Finnország                                                                                         | 4677 pont NR | Sofie Dokter · Hollandia                                                                 | 4571 pont SB |

## A magyar sportolók eredményei
Magyarországot tíz sportoló képviselte az eseményen: 60 méteres gátfutásban Kozák Luca, Kerekes Gréta és Szeles Bálint, 60 méteres síkfutásban Takács Boglárka, 400 méteres síkfutásban Molnár Attila, 800 méteres síkfutásban Vindics Balázs és Kéri Bianka, távolugrásban Bánhidi-Farkas Petra és Lesti Diana valamint ötpróbában Szűcs Szabina.